# Мемориален комплекс на линкора „Аризона“
Мемориалът на линкора „Аризона“ (USS Arizona (BB-39)) е разположен в Пърл Харбър на мястото на гибелта на линкора.
Представлява бетонна конструкция, поставена над потъналия корпус на кораба, без да се допира до него. Мемориалът е построен в чест на загиналите 1177 души на линкора „Аризона“ по време на нападението на японските сили над Пърл Харбър на 7 декември 1941 година.
Мемориалът е построен през 1962 г., оттогава е посетен от около един милион души. На 5 май 1989 г. останките на потъналия линкор са обявени за национален исторически паметник. Към мемориала може да се стигне само по вода, за това към него е построен пристан.
Около входа на зданието на мемориала е разположена една от трите котви на „Аризона“, главната зала на мемориала има седем прозореца, символизиращи датата на нападението над Пърл Харбър. Върху стените на зданието са изписани имената на всичките 1177 загинали моряка от „Аризона“. На мястото на мемориала по повърхността на водата все още се появяват маслени петна, изплуващи от дъното, които се наричат „сълзите на Аризона“.
Още преди построяването на мемориала се появява традицията, според която всеки президент на САЩ трябва поне един път да посети мястото, където потъва „Аризона“. Церемонията също така е посещавана от японските императори Акихито и Хирохито.

## Галерия
- Изглед отгоре
- През нощта
- Посетители
- Пристанът
- Барбета на 3-та оръдейна кула
- Стената с имената на загиналите